# Miniopterus manavi
Miniopterus manavi is een zoogdier uit de familie van de gladneuzen (Vespertilionidae). De wetenschappelijke naam van de soort werd voor het eerst geldig gepubliceerd door Thomas in 1906.

## Voorkomen
De soort komt voor in Madagaskar en de Comoren.